# Саиднасирова, Зарифа
 Зарифа Саиднасировна Саиднасирова (30 сентября 1908, Туркестан — 16 августа 1986, Ташкент) — узбекский советский химик, кандидат химических наук, профессор, заслуженный деятель науки Узбекской ССР (1968).

## Биография
Родилась 30 сентября 1908 г. в Туркестане, который тогда был в составе Российской империи.
Первая узбекская художница. Дочь известного просветителя С. Мирджалилова.
В Ташкенте училась в школе имени Песталоцци (1922-26), учебно-техническом училище (1924-26), затем в Студии изобразительных искусств Розанова (1924-26).
Окончив химическое отделение физико-математического факультета Среднеазиатского университета (1926-30), преподавала физику, математику и химию в средних школах, женских учебных заведениях и рабфаках.
Была преподавателем, доцентом и заведующим отделом Сельскохозяйственного института (1930-86), преподавателем Ташкентского медицинского института (1932-37), редактор Учебно-педагогического издательства (1934-35).
Кандидат химических наук (1945).
Автор учебника «Химия» для средних школ и техникумов (1933). Помимо педагогической деятельности, Зарифа Саиднасирова вела научную работу над русско-узбекским словарем химических терминов. Внесла большой вклад в сохранение, организацию и публикацию литературного наследия узбекского писателя Айбека. Принимала активное участие в подготовке 20-томного «Сборника сочинений» писателя (1975-85) на узбекском языке и 5-томного «Сочинений» на русском языке (1985-87). 
Лауреат Государственной премии Узбекистана имени Беруни (1985).
Была супругой узбекского писателя Айбека.
Скончалась в Ташкенте 16 августа 1986 года.